# Кесовогорський округ
Кесовогорський район (рос. Кесовогорский район) — муніципальний район у складі Тверської області Російської Федерації.
Адміністративний центр — смт Кесова Гора.

## Адміністративний устрій
До складу району входять одне міське та 6 сільських поселень:
1. Міське поселення — селище міського типу Кесова Гора
2. Єлісєєвське сільське поселення
3. Кесовське сільське поселення
4. Лісковське сільське поселення
5. Нікольське сільське поселення
6. Стреліхинське сільське поселення
7. Феневське сільське поселення

## Персоналії
- Алелюхін Олексій Васильович (1920 — 1990) — радянський військовик, генерал-майор авіації з 1971. Двічі Герой Радянського Союзу. Уродженець селища Кесова Гора.